# Saint-Lézin
Saint-Lézin és un municipi francès situat al departament de Maine i Loira i a la regió de País del Loira. L'any 2007 tenia 732 habitants.

## Demografia

### Població
El 2007 la població de fet de Saint-Lézin era de 732 persones. Hi havia 281 famílies de les quals 69 eren unipersonals (23 homes vivint sols i 46 dones vivint soles), 83 parelles sense fills, 121 parelles amb fills i 8 famílies monoparentals amb fills.
La població ha evolucionat segons el següent gràfic:
Habitants censats

### Habitatges
El 2007 hi havia 296 habitatges, 283 eren l'habitatge principal de la família, 3 eren segones residències i 9 estaven desocupats. 291 eren cases i 5 eren apartaments. Dels 283 habitatges principals, 215 estaven ocupats pels seus propietaris, 64 estaven llogats i ocupats pels llogaters i 4 estaven cedits a títol gratuït; 2 tenien una cambra, 16 en tenien dues, 36 en tenien tres, 68 en tenien quatre i 161 en tenien cinc o més. 227 habitatges disposaven pel capbaix d'una plaça de pàrquing. A 107 habitatges hi havia un automòbil i a 155 n'hi havia dos o més.

### Piràmide de població
La piràmide de població per edats i sexe el 2009 era:
| Homes | Edats   | Dones |
| ----- | ------- | ----- |
| 0     | 95 o +  | 0     |
| 4     | 90 a 94 | 0     |
| 0     | 85 a 89 | 12    |
| 4     | 80 a 84 | 8     |
| 20    | 75 a 79 | 24    |
| 20    | 70 a 74 | 8     |
| 8     | 65 a 69 | 28    |
| 4     | 60 a 64 | 12    |
| 28    | 55 a 59 | 8     |
| 12    | 50 a 54 | 28    |
| 24    | 45 a 49 | 16    |
| 24    | 40 a 44 | 24    |
| 20    | 35 a 39 | 32    |
| 24    | 30 a 34 | 20    |
| 12    | 25 a 29 | 20    |
| 8     | 20 a 24 | 12    |
| 28    | 15 a 19 | 32    |
| 28    | 10 a 14 | 40    |
| 24    | 5 a 9   | 16    |
| 32    | 0 a 4   | 24    |

## Economia
El 2007 la població en edat de treballar era de 443 persones, 346 eren actives i 97 eren inactives. De les 346 persones actives 322 estaven ocupades (171 homes i 151 dones) i 25 estaven aturades (7 homes i 18 dones). De les 97 persones inactives 50 estaven jubilades, 30 estaven estudiant i 17 estaven classificades com a «altres inactius».

### Ingressos
El 2009 a Saint-Lézin hi havia 299 unitats fiscals que integraven 798 persones, la mediana anual d'ingressos fiscals per persona era de 15.649 €.

### Activitats econòmiques
Dels 27 establiments que hi havia el 2007, 1 era d'una empresa alimentària, 5 d'empreses de fabricació d'altres productes industrials, 4 d'empreses de construcció, 3 d'empreses de comerç i reparació d'automòbils, 1 d'una empresa d'hostatgeria i restauració, 1 d'una empresa financera, 2 d'empreses immobiliàries, 6 d'empreses de serveis i 4 d'empreses classificades com a «altres activitats de serveis».
Dels 6 establiments de servei als particulars que hi havia el 2009, 1 era un taller de reparació d'automòbils i de material agrícola, 2 fusteries, 1 lampisteria, 1 empresa de construcció i 1 perruqueria.
L'únic establiment comercial que hi havia el 2009 era una fleca.
L'any 2000 a Saint-Lézin hi havia 24 explotacions agrícoles que ocupaven un total de 861 hectàrees.

## Equipaments sanitaris i escolars
L'únic equipament sanitari que hi havia el 2009 era una farmàcia.
El 2009 hi havia una escola elemental.

## Poblacions més properes
El següent diagrama mostra les poblacions més properes.